# 奥蒂圭拉
奥蒂圭拉（西班牙語：Hortigüela）是西班牙卡斯蒂利亚-莱昂布尔戈斯省的一个市镇。总面积21平方公里，总人口121人（2001年），人口密度6人/平方公里。